# Lamprocystis hornbosteli
Lamprocystis hornbosteli је пуж из реда Stylommatophora и фамилије Euconulidae.

## Угроженост
Подаци о распрострањености ове врсте су недовољни.

## Распрострањење
Ареал врсте је ограничен на северна Маријанска острва.